# 鲍拉·巴里拉·博洛帕
鮑拉·巴里拉·博洛帕（Paula Barila Bolopa，1979年10月12日—），赤道畿內亞女子游泳運動員，她由於在2000年悉尼奧運會中創造出了最慢的完成時間而知名。

## 比賽過程
巴里拉並非職業的泳手，她的正職為超級市場的收銀員，但她還是憑著國際奧委會派發的「外卡」而獲得女子50米自由泳比賽的參賽資格。然而，由於整個赤道畿內亞只有兩個的游泳池，而且長度都不並足50米，並不乎合國際奧委會的標準。因此，巴里拉在來到悉尼前並未曾在50米池完成賽事，而是在其家鄉的河里學習游泳。
2000年9月22日展開的女子50米自由泳初賽，她以緩慢的速度完成賽事，而且幾乎沒有潛泳。最終，她以01:03.97完成賽事，是奧運會史上最慢的成績。儘管如此，觀眾還是為她打氣。在賽後，又有不少的觀眾向她索取簽名。她表示﹕「這是我第一次游泳50米，我現在極度疲倦」，「向我索要簽名的人太多了，我也一一滿足他們的要求」，「有孩子，也有老人……我真有點兒受寵若驚」。同時，傳媒也對她的事蹟加以報導及表示讚賞，英國bbc稱巴里拉已和艾瑞克·姆萨巴尼成為悉尼奧運會中的兩大巨星，法新社則稱她為奧運英雄，並指其深知有可能創造出最慢記錄下仍勇往直前地完成賽事是值得嘉許的。

## 資料來源
1. ↑  "Debut girl falls foul of gulf in international standards" （页面存档备份，存于）, The Guardian
2. 1 2 3  .   [2013-07-25]. （原始内容存档于2016-03-04）.
3. ↑  "Swimming - day seven in pictures" （页面存档备份，存于）, BBC
4. ↑  "Barila Bolopa paddles her way to Olympic stardom" 的存檔，存档日期2008-08-10., Agence France-Presse
5. 1 2  "'Paula the Crawler' sets record" （页面存档备份，存于）, BBC
6. ↑  "Heroic Losers" Archive.today的存檔，存档日期2012-07-12, Agence France-Presse